# Vågekone
En vågekone er en frivillig der deltager i vågetjenesten over døende og derved skaber ro og tryghed i de sidste timer/dage af en døendes liv ved at blive til stede og give omsorg. En vågekone kan både være en mand eller en kvinde.